# Сицинии
Сици́нии (лат. Sicinii) — древнеримский плебейский род, представители которого за время существования Республики никогда не занимали высших магистратур. Из членов данного рода наиболее известны:
- Луций Сициний Беллут (ум. после 491 до н. э.), предводитель плебеев при удалении их в 494 году до н. э. на Священную гору. В 493 году стал первым народным трибуном. В 491 году до н. э., будучи плебейским трибуном во второй раз, привлёк к судебной ответственности Кориолана[1];
- Спурий Сициний (ум. после 492 до н. э.), также являлся плебейским трибуном Республики (в 492 году). Возможно, приходился братом или сыном предыдущему;
- Гай Сициний (ум. после 449 до н. э.), двукратный народный трибун (в 470 и 449 гг. до н. э.);
- Гней Сициний (ок. 109[2] — после 76 до н. э.), современник Лукулла и Цицерона[3]. Плебейский трибун 76 года до н. э[4]: на этом посту первым из сенаторов стал требовать восстановления трибунской власти со времён диктатуры Суллы[5][6][7]. Должник Марка Лициния Красса[8][9];
- Квинт Сициний (I в. до н. э.), предполагаемый сын предыдущего. В начале гражданской войны 49—45 годов до н. э. состоял в коллегии монетных триумвиров.